# West Gardiner (Maine)
West Gardiner é uma cidade no condado de Kennebec, Maine, Estados Unidos. A população era de 3.474 pessoas no censo de 2010.
De acordo com o United States Census Bureau, a cidade tem uma área total de 27.07 sq mi (70.11 km2), dos quais, 24.63 sq mi (63.79 km2) é terra e 2.44 sq mi (6.32 km2) é água.